# كهف هاين
كهف هاين (بالإنجليزية: Hayne's Cave)‏ هو كهف يقع ضمن أقاليم ما وراء البحار البريطانية في منطقة جبل طارق التابعة للتاج البريطاني.